# A Nijveli Banda
A Nijveli Banda (hollandul: "De Bende van Nijvel", franciául: "Les Tueurs du Brabant" vagy "les Tueurs fous du Brabant") volt a leghírhedtebb bűnözőszervezet a belga kriminalisztikában. A nyolcvanas években a Nijveli Banda, akiknek a másik neve a vallon-brabanti bolondos lövészek, véres nyomot hagytak Belgiumban. Elsősorban az erőszakos áruházrablások miatt a belga lakosság reszketett a félelemtől. Összesen 28 embert öltek meg, és több mint 40 embert sebesítettek meg a rablások során. A bandatagok habozás nélkül agyonlőttek a terhelő bizonyítékkal bíró tanúkat, ártatlan járókelőket – férfiakat, nőket, gyerekeket –, de még rendőröket is.
A Nijveli Banda kemény magja három személyből állt: a magas férfi, aki a rajtaütéseket vezette ("Az Óriás"), a férfi, aki a legtöbb gyilkosságot követte el ("A Gyilkos") és az idősebb férfi, aki főleg sofőrként működött ("Az Öreg"). Tényleges jelek mutatnak arra, hogy "A Gyilkos", aki 28 emberből 23 embert megölt volna, a legutolsó rajtaütéskor életét vesztette.
A Nijveli Banda indítékairól nincs bizonyosságunk. Némelyek úgy vélték, hogy szélsőjobboldali terroristák követték el az erőszakos áruházrablásokat, és ezáltal az országot akarták destabilizálni. Mások úgy gondolták, hogy az úgynevezett “Rózsaszínű Balettek”, szexpartik kiskorú gyermekekkel, és fontos belga politikusokkal, volt a Nijveli Banda indítéka. Végül a tiltott fegyverkereskedelem is szerepelt lehetséges indítékként.
Hét vizsgálóbíró, tizenkét iratszekrény, két millió oldal és egy csomó jel után, a bírósági vizsgálat még mindig nem mutat sokat. Bő 25 évvel az első rajtaütés után, még senkit nem ítéltek ilyen borzalmas bűncselekmény miatt börtönbüntetésre. Eredetileg 2015-ben évült volna el a Nijveli Banda ügye. Az ügy elévülési idejének speciális meghosszabbítása 2025-ben jár le, ekkora a banda törzstagjai legalább a hetvenes éveik közepén járnak, ha még élnek addig.

## Film
A legutolsó támadást 2018-ban Stijn Coninx megfilmesítette Niet Schieten! (Ne lőj!) címmel. A belga film forgatókönyvét Stijn Coninx és Rik D'Hiet írta. A film az 1985. november 9-ei véres rajtaütést mutatja be, amelyet a rablógyilkosok az aalsti Delhaize szupermarket ellen hajtottak végre. Nyolc ártatlan embert öltek meg, köztük Gilbert és Thérèse Van de Steen-t, valamint lányukat, Rebecca-t. Kilencéves fiuk, David, bár súlyosan megsérült a lábán, túlélte a lövöldözést, és nagyszülei nevelték fel. David nagyapja, Albert (akit Jan Decleir alakít) 25 éves csatáját követi, hogy a gyilkosokat bíróság elé állítsák.